# Augustin Crosnier
Pour les articles homonymes, voir Crosnier.
Augustin-Joseph Crosnier, né le 10 juillet 1804 à Nevers où il est mort le 2 septembre 1880, est un érudit et historien local français.

## Biographie
Fils d’un épicier de Nevers, élevé au sein d’une famille pieuse, Crosnier a très tôt ressenti l’appel de la vocation religieuse. Le diocèse de Nevers étant alors réuni à celui d’Autun, c’est dans le séminaire de cette ville qu’il commença ses études. En 1823, il fut rappelé à Nevers et ordonné prêtre, le 2 mars 1828, par Jean-Baptiste-François-Nicolas Millaux. Il débuta dans le ministère par le vicariat de Saint-Saulge. Il fut ensuite envoyé à Bona, d’où il desservit plusieurs paroisses. De là il passa à la cure de Saint-Parize-le-Châtel, puis en 1835 au doyenné de Donzy.
Le 11 juin 1850, Dominique-Augustin Dufêtre l’appela auprès de lui, à titre de vicaire général, archidiacre de Bethléem.
il est nommé vicaire général, charge qu’il exercera sous quatre épiscopats. Le 8 juin 1855, Pie IX lui accorde le titre de protonotaire apostolique. II ne cessa depuis lors de remplir ces fonctions sous tous les évêques qui se sont succédé sur le siège de Nevers, montrant dans ce poste sa science juridique et administrative, son amour du labeur et une scrupuleuse attention dans l’étude de toutes les affaires qui lui étaient soumises.
Animé d’une vive passion pour l’histoire locale et le patrimoine religieux, Augustin Crosnier a multiplié les articles et les publications. Ses journées, commencées à quatre heures du matin, étaient si bien remplies, qu’il pouvait encore fonder la Société nivernaise des lettres, sciences et arts, dont il a été le premier président de 1851 à 1880, et lui faire des communications intéressantes. Par ailleurs, il était membre correspondant de la commission de la topographie de la Gaule.
Chevalier de la Légion d'honneur par décret du 16 juin 1856, le Saint-Siège lui avait accordé le titre de protonotaire apostolique. Aux études spéculatives il ajoutait la pratique, par son intelligente restauration de l’église de Donzy. Une impasse de Nevers a reçu le nom d’Augustin Crosnier, dont la sépulture est visible au cimetière Jean-Gautherin à Nevers, carré 12.

## Publications
- Tableau synoptique de l’histoire du Nivernais et du Donziais, Nevers, Fay, 1841.
- Manuel d’archéologie, 1844.
- Éléments d’archéologie à l’usage des séminaires et des maisons d’éducation, Tours, Alfred Mame, 1845.
- Prières et cérémonies de la consécration d’une église, 1854.
- Monographie de la cathédrale de Nevers, Nevers, Société nivernaise des lettres, sciences et arts, 1855.
- Promenade archéologique à Saint-Benoît-sur-Loire, 1855.
- Relation des fêtes à l’occasion de l’Immaculée Conception, 1857.
- Hagiologie nivernaise : Vies des saints et autres pieux personnages qui ont édifié le diocèse de Nevers par leurs vertus, Nevers, I.-M. Fay, 1858.
- Monographie de la Croix, 1863.
- *Vie de Mgr Dufêtre, évêque de Nevers, Paris, Tolra et Haton, 1868, 400 p. (lire en ligne)
- Étude sur la liturgie nivernaise, son origine et ses développements, Nevers, P. Bégat, 1868.
- Fêtes de Rome, souvenirs du centenaire, Nevers, Fay, 1871.
- Sacre de Mgr de Ladoue, évêque de Nevers, et pèlerinage des Nivernais à Lourdes, 1873.
- Restauration de la cathédrale de Nevers et culte de saint Cyr et de sainte Julitte, Nevers, P. Fay, 1873.
- Culte de saint Martin dans le Nivernais, 1874.
- Monastère de Saint-Étienne de Nevers, 1875.
- Préface et publication du Sacramentaire nivernais du onzième siècle, 1875.
- Excursion de la société nivernaise dans les vallées de la Nièvre, du Beuvron, de l’Yonne, de la Cure et du Nohain, 1876.
- Iconographie chrétienne, 1re édition, 1848, 2e édition, 1876.
- Études sur la géographie de la Nivernie pendant les cinq premiers siècles de notre ère, 1877.
- Souvenir du sacre de Mgr Lelong et de son entrée à Nevers, 1877.
- Congrégations religieuses d’hommes dans le diocèse de Nevers, Nevers, Michot, 1877.
- Les congrégations religieuses dans le diocèse de Nevers : Congrégations de femmes, Nevers, Michot, 1881, 450 p. (lire en ligne)
- « Histoire de l'église de Donzy », Blanc-Cassis, no 157, Cercle généalogique et historique Nivernais-Morvan, 2020  (ISSN 0291-0810).

## Distinctions
- Chevalier de la Légion d'honneur